# Helmsange
Helmsange (lucembursky: Helsem, německy: Helmsingen) je město v obci Walferdange ve středním Lucembursku. Podle sčítání obyvatel z roku 2011 mělo 2 325 obyvatel.